# 東京都道132号小川山田無線

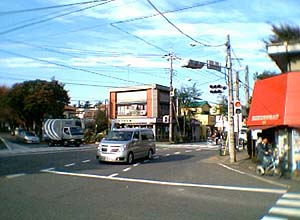
喜平橋交差点から同道を望む。右奥に延びる道である。

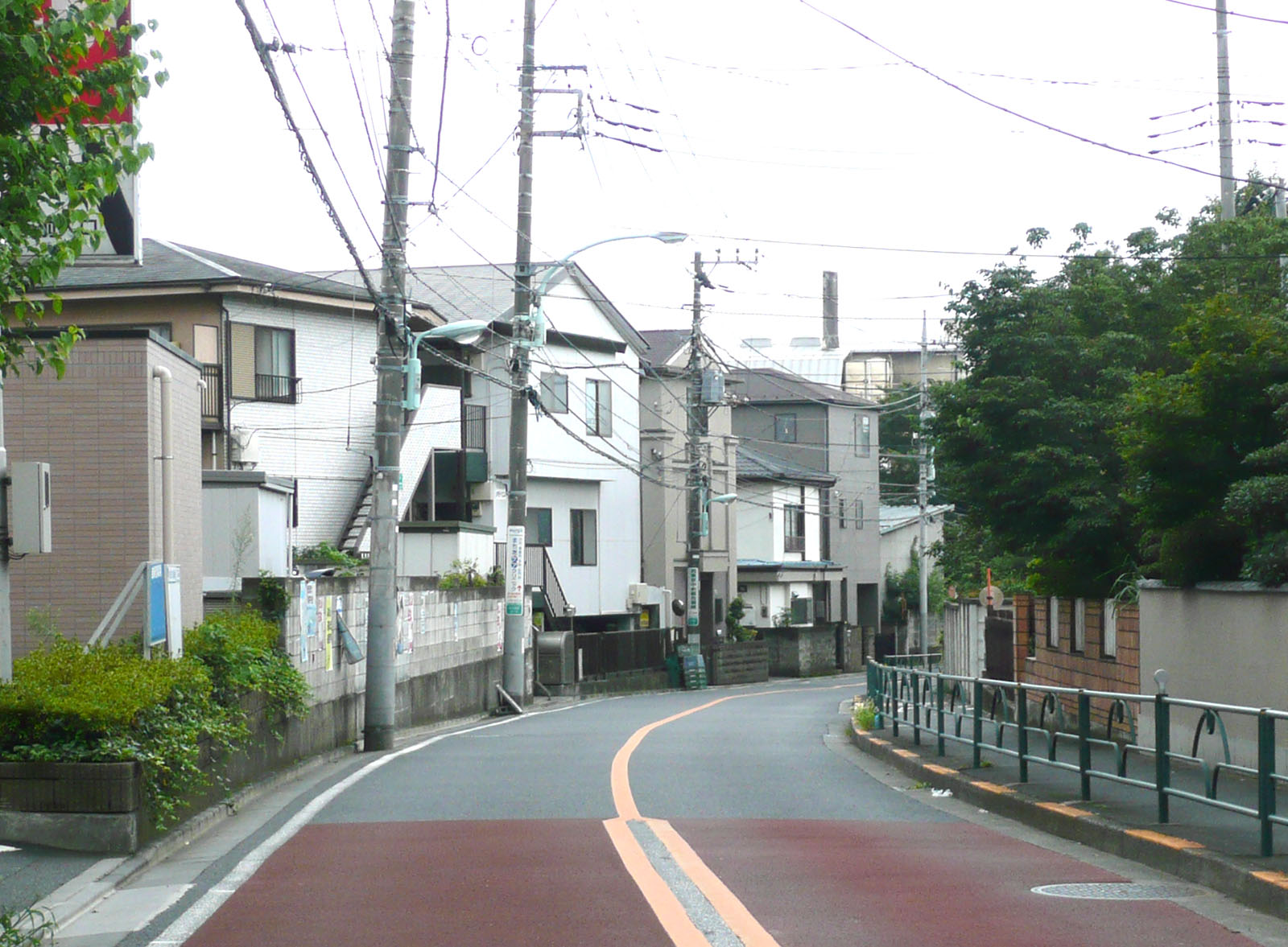
終点・橋場交差点付近（2011年8月）

東京都道132号小川山田無線（とうきょうとどう132ごう おがわやまたなしせん）とは、小平市と西東京市を結ぶ一般都道である。

## 概要
- 起点：喜平橋交差点（東京都道7号杉並あきる野線（五日市街道）・東京都道133号小川山府中線）
- 終点：橋場交差点（東京都道5号新宿青梅線（青梅街道））
- 延長：4,518m
- 面積：55,951m2
- 都市計画路線名：小平3.4.6 小平3.4.18
- 都道認定要件：地方開発のため特に必要な道路

起点にて東京都道133号と直線で続いており、事実上1本の道路として利用されている。

## 通称
- 鈴木街道（喜平橋交差点 - 鈴木町交差点）
- 小金井街道（東京都道15号府中清瀬線との重複区間）

## 支線
都市計画道路小平３・３・３号新五日市街道線
- 名称無し交差点（花小金井南町一丁目・東京都道15号府中清瀬線交点） - 花小金井南町二丁目交差点（本線交点）

2025年3月現在、事実上の小金井街道と本線からの花小金井駅南口ロータリーへのアクセス道路である。

## 通過する自治体
- 東京都
  - 小平市 - 西東京市

## 交差する道路

### 交差する道路
| 接続する道路                               | 接続する道路                            | 交差点名                     | 所在地 | 所在地   |
| ------------------------------------------ | --------------------------------------- | ---------------------------- | ------ | -------- |
| 東京都道133号小川山府中線 国分寺・府中方面 |                                         |                              |        |          |
| 東京都道7号杉並あきる野線（五日市街道）    | 東京都道7号杉並あきる野線（五日市街道） | 喜平橋                       | 東京都 | 小平市   |
| 東京都道248号府中小平線（新小金井街道）    | 東京都道248号府中小平線（新小金井街道） | 鈴木町一丁目                 | 東京都 | 小平市   |
| 東京都道15号府中清瀬線（小金井街道）       | 東京都道15号府中清瀬線（小金井街道）    | 鈴木町                       | 東京都 | 小平市   |
| 東京都道15号府中清瀬線（小金井街道）       | 東京都道15号府中清瀬線（小金井街道）    | （花小金井南町一丁目26番先） | 東京都 | 小平市   |
| -                                          | 支線                                    | 花小金井南町二丁目           | 東京都 | 小平市   |
| 東京都道5号新宿青梅線（青梅街道）          | 東京都道5号新宿青梅線（青梅街道）       | 橋場                         | 東京都 | 西東京市 |

### 重複区間
- 東京都道15号府中清瀬線 : 鈴木町交差点 - 名称無し交差点（花小金井南町一丁目26番先）

## 交差する鉄道
- 西武新宿線（踏切）